# Кишемское (Нижегородская область)
Кишемское — деревня в Павловском районе Нижегородской области. Входит в состав Коровинского сельсовета .

## География
Деревня расположена в лесной местности на северо-востоке Мещёрской низменности на первой надпойменной террасе реки Оки, при автодороге 22К-0125. 

## Население
| 2002 | 2010 |
| ---- | ---- |
| 85   | ↘80  |

## Инфраструктура
Личное подсобное хозяйство с зоной сельскохозяйственного использования, индивидуальная застройка усадебного типа.
ФАП.

## Транспорт
Остановка общественного транспорта «Коровино» в пешей доступности, откуда возможно автобусное сообщение с райцентром. 